# Robin Orins
Robin Orins (* 6. März 2002 in Heestert) ist ein belgischer Radrennfahrer, der auf der Straße aktiv ist.

## Sportlicher Werdegang
Nach dem Wechsel in die U23 fuhr Orins 2021 als Stagiaire für die Black Spoke Pro Cycling Academy und 2022 für das belgische Continental Team Elevate p/b Home Solution Soenens, zur Saison 2023 wurde er Mitglied im Lotto Dstny Development Team. Hervorstechende Ergebnisse in seinem ersten Saison für das Team war der zweite Platz im Einzelzeitfahren bei den nationalen Meisterschaften in der U23 sowie der dritte Platz bei Paris–Roubaix Espoirs. 2024 gewann er den Titel im Einzelzeitfahren der U23. Auf internationaler Ebene erzielte er den zweiten Platz bei Lüttich–Bastogne–Lüttich Espoirs und erneut den dritten Platz bei Paris–Roubaix Espoirs, dazu weitere Siege und Podiumsplatzierungen bei Rennen des nationalen Kalenders.
Nach seinen Erfolgen in der ersten Saisonhälfte erhielt Orins im Juni 2024 einen Vertrag beim UCI ProTeam von Lotto Dstny ab der Saison 2025.

## Erfolge
2024
- Belgischer Meister – Einzelzeitfahren (U23)